# 老吉姆·帕克森
詹姆斯·爱德华·帕克森（英語：James Edward Paxson，1932年12月19日—2014年10月28日），美国前职业篮球运动员，曾效力于NBA联盟。

## 家庭
儿子为篮球运动员小吉姆·帕克森、约翰·帕克森。